# Mike Morgenstern
Mike Morgenstern (Brooklyn (New York), 26 februari 1939) is een Amerikaanse jazzmuzikant (zang, saxofoon, basklarinet).

## Biografie
Morgenstern, die opgroeide op Long Island (New York), leidde vanaf 1972 de Loft Jazzmania Society in Manhattan (New York), waar hij ook optrad met Hilton Ruiz, Claudio Roditi en Ted Curson. In Jazzmania organiseerde hij een jaarlijks Braziliaans jazzfestival en was hij ook betrokken bij de synthese van jazz en dans (Jance). In het midden van de jaren 1980 vormde hij met Perry Robinson the Licorice Factory, die verscheen met tal van andere klarinettisten van Eddie Daniels en Kenny Davern tot Tony Scott en Gunter Hampel tot Don Byron en Mark Whitecage. Hij speelde ook met Jimmy Smith op een festival. In 1993 verhuisde hij naar Miami, waar hij het MoJazz Café opende. Daar leidde hij de huisband, speelde met Ira Sullivan en nam met zijn band een album op.

## Discografie
- 1980: Ted Curson Round about Midnight
- 1984/1985: Licorice Factory
- 2000: Singin' Saxy